# Paseo Público (Río de Janeiro)
El Paseo Público (en portugués, Passeio Público) es un parque del barrio de la Lapa, cerca de las proximidades de la Cinelandia, en la ciudad de Río de Janeiro, en Brasil. Fue inaugurado el siglo XVIII, por lo que fue el primer parque público de América. Lo diseñó el urbanista Valentim de Fonseca e Silva en la playa de Lapa. Tras las obras de ganancia de tierra en el siglo XX lo convirtieron en una zona urbana completamente rodeada por la ciudad.

## Historia

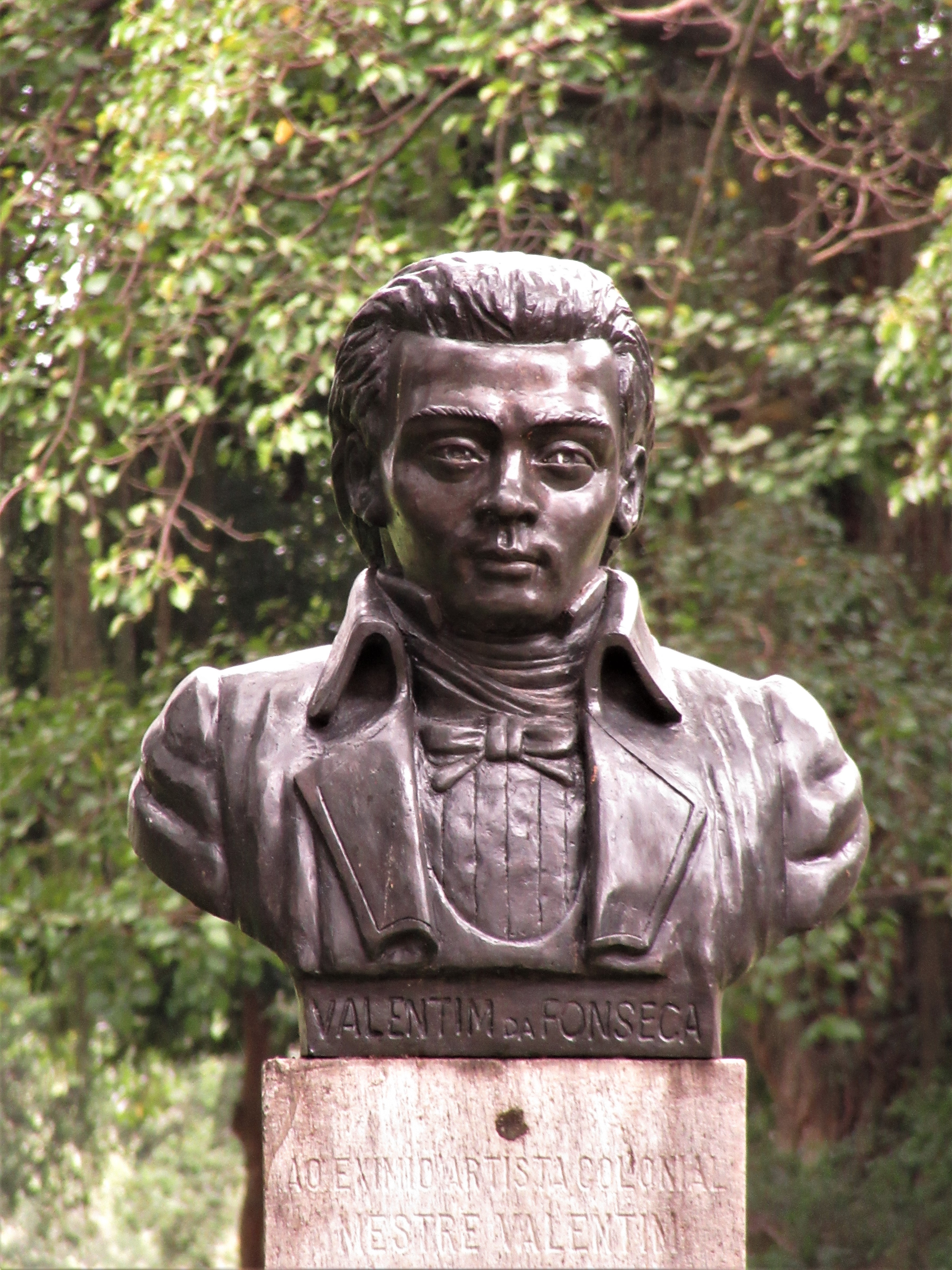
Busto del urbanista Valentim de Fonseca e Silva, autor del diseño del parque.

### El proyecto de Valentim de Fonseca
Inspirado en el Paseo Público de Lisboa, inaugurado en la década de 1760, y en la construcción de los jardines del Palacio Real de Queluz, cuya primera etapa estaría concluida en 1786, el virrey de Brasil entre 1779 y 1783, Luis de Vasconcelos e Sousa, le encargó al escultor y arquitecto Valentim de Fonseca e Silva (conocido como el Maestro Valentim) la construcción de un parque para la ciudad, entonces la capital de Brasil colonia.
El lugar escogido fue una de las extremidades de la ciudad, junto al mar, en la laguna del Boqueirão da Ajuda (que se proyectaba hasta el actual largo de Lapa). Según fuentes de la época, alrededor de 1760 la laguna ya era pestilente y constituía un foco de enfermedades que se esparcían por la ciudad. Para sanear el área, se promovió la ganancia de tierras al mar con material proveniente del antiguo cerro de las Mangueras.
Valentim proyectó un parque de estilo francés, con alamedas rectas, que se cruzaban ortogonalmente, y otras formando diagonales, ostentando elementos decorativos también creados por el artista, como fuentes, estatuas y pabellones. El  portón de acceso, forjado en hierro y de estilo Rococó, aún está en su lugar, destacándose el escudo con las armas reales y las efigies de la reina María I de Portugal y su esposo Pedro III.

De ahí, una alameda céntrica conducía el visitante a la Fuente de los Amores y a la terraza, de donde se veía el mar, que, a la época, llegaba a la altura del Paseo Público. Este belvedere era un local disputado para apreciarse las bellezas naturales de la bahía de Guanabara, constituyéndose en punto de encuentro de la población carioca desde el final del siglo XVIII hasta al inicio del siglo XX.

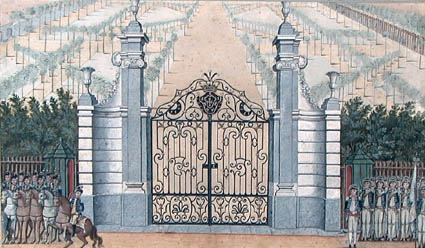
Inauguración del portón. Pintura de fines del siglo XVIII.

De la decoración original de Valentim, sobró el conjunto de la Fuente del Niño, en hierro (1783), integrado por dos obeliscos de granito con medallones en piedra lioz, escaleras y amuradas y por la Fuente de los Amores, con estatuas de caimanes de bronce. El Paseo también albergó las estatuas de la Ninfa Eco (1783) y del Cazador Narciso (1785), de la destruida Fuente de las Marrecas (1789), pero que en la actualidad se encuentran en el Jardín Botánico.
Originalmente, el parque tenía dos pabellones con varias pinturas sobre Río del artista Leandro Joaquim. Seis de ellas sobrevivieron y se encuentran actualmente en el Museo Nacional de Bellas Artes y en el Museo Histórico Nacional.

### La reforma de Glaziou
El dibujo original del parque fue alterado en una reforma promovida en 1864, la pedido del emperador Pedro II, por el paisajista francés Auguste François Marie Glaziou. Aunque habiendo conservado elementos arquitectónicos y artísticos originales, la repartición de los jardines fue alterada según el gusto romántico.
El resultado fue un jardín al estilo inglés, imitando un bosque natural. En este había dos lagos, de los cuales el menor tenía una fuente central. 

Actualmente, solo sobrevive el primero. Del segundo, solo podemos tener una noción de sus dimensiones a través de marcas, en el suelo, cercano al portón principal del parque.

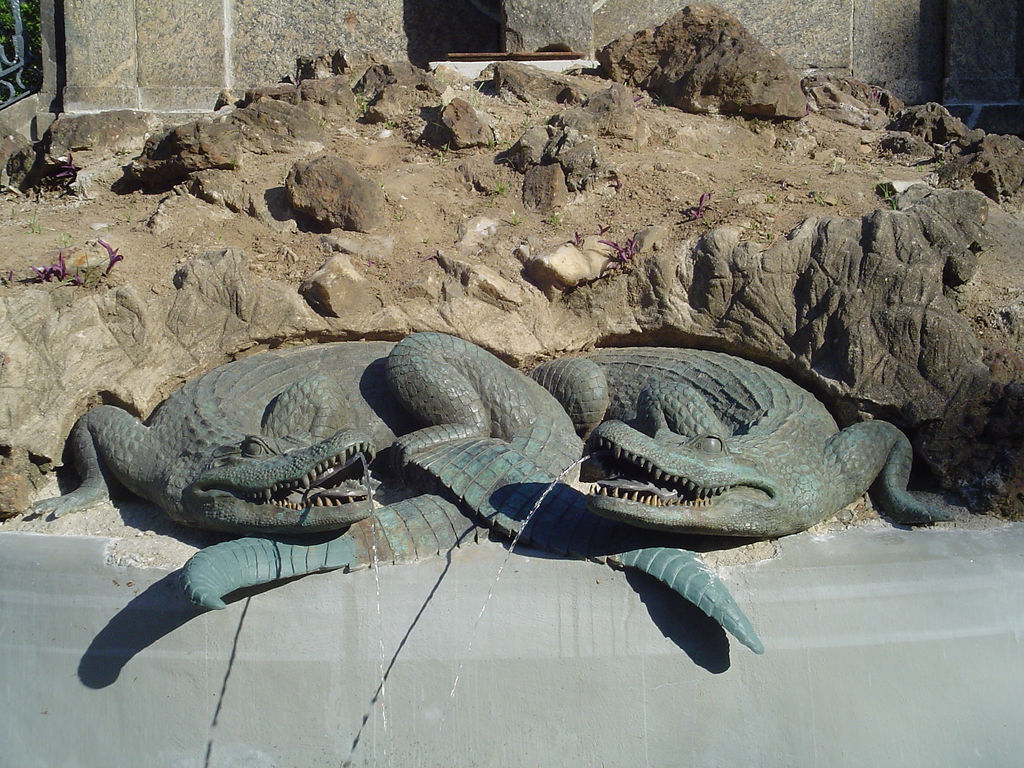
Esculturas en la fuente de los caimanes por Valentim.

### Del siglo XX a la reforma de 2004
Entre las incontables obras realizadas por el alcalde Pereira Pasos a principios del siglo XX, se encuentra la construcción de un acuario. Inaugurado en 1904, este poseía veinte tanques de vidrio, destinados a la exposición de ejemplares de diversas especies de peces de agua salada.

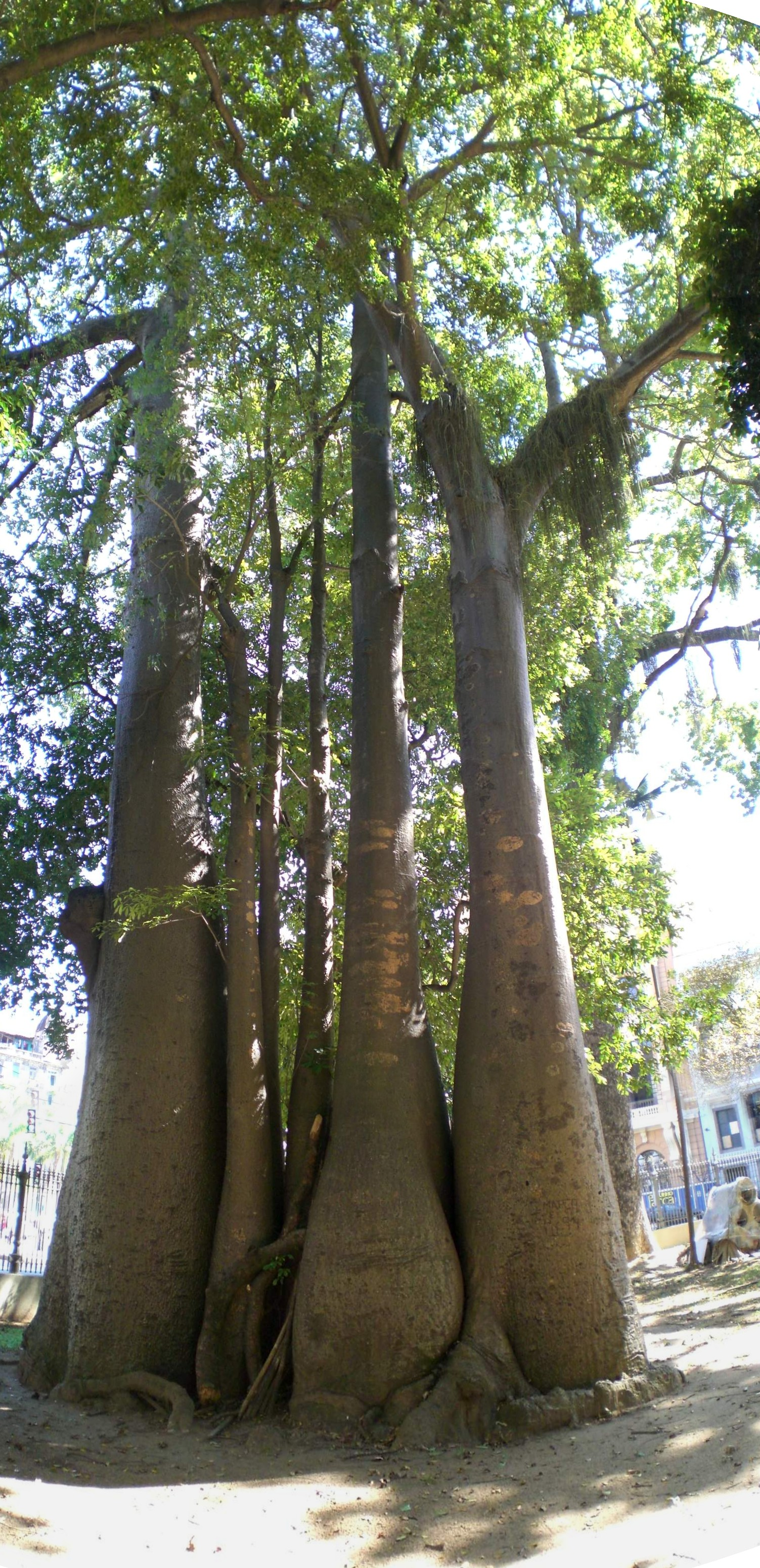
Baobab en el Paseo Público.

Conforme su inspirador, el naturalista Alípio de Miranda Ribeiro, el objetivo era lo de dar a los visitantes una noción de la vida marina en las aguas de la bahía de la Guanabara.
Posteriormente, este fue demolido durante la gestión del alcalde Henrique Dodsworth.
Otra alteración fue la posición del parque en relación con la bahía de Guanabara: si antes el Paseo Público se localizaba junto al mar, los sucesivos aterros, lo dejaron en el centro de la ciudad.
El parque se encuentra protegido desde 1938 por el entonces Servicio del Patrimonio Histórico y Artístico Nacional, con destaque para el conjunto del Portón Principal, lo de la Fuente de los Jacarés (la Fuente de los Amores) y el par de obeliscos.
En 2004, un equipo multidisciplinar de técnicos del Ayuntamiento Municipal de Río de Janeiro (Fundación Parques y Jardines) y del Instituto del Patrimonio Histórico y Artístico Nacional (Sexta Superintendencia Regional) emprendió una reforma con el fin de devolver el trazado de Auguste Glaziou, al coste de 1 800 000 reales.

Además de la intervención paisajística, los trabajos incluyeron intervenciones estructurales como la implantación de un sistema de drenaje, una nueva iluminación, la recuperación y restablecimiento de monumentos y el desarrollo de investigación histórico-arqueológica que permitió la identificación y localización de estructuras que formaron parte de la historia del parque y de la ciudad.

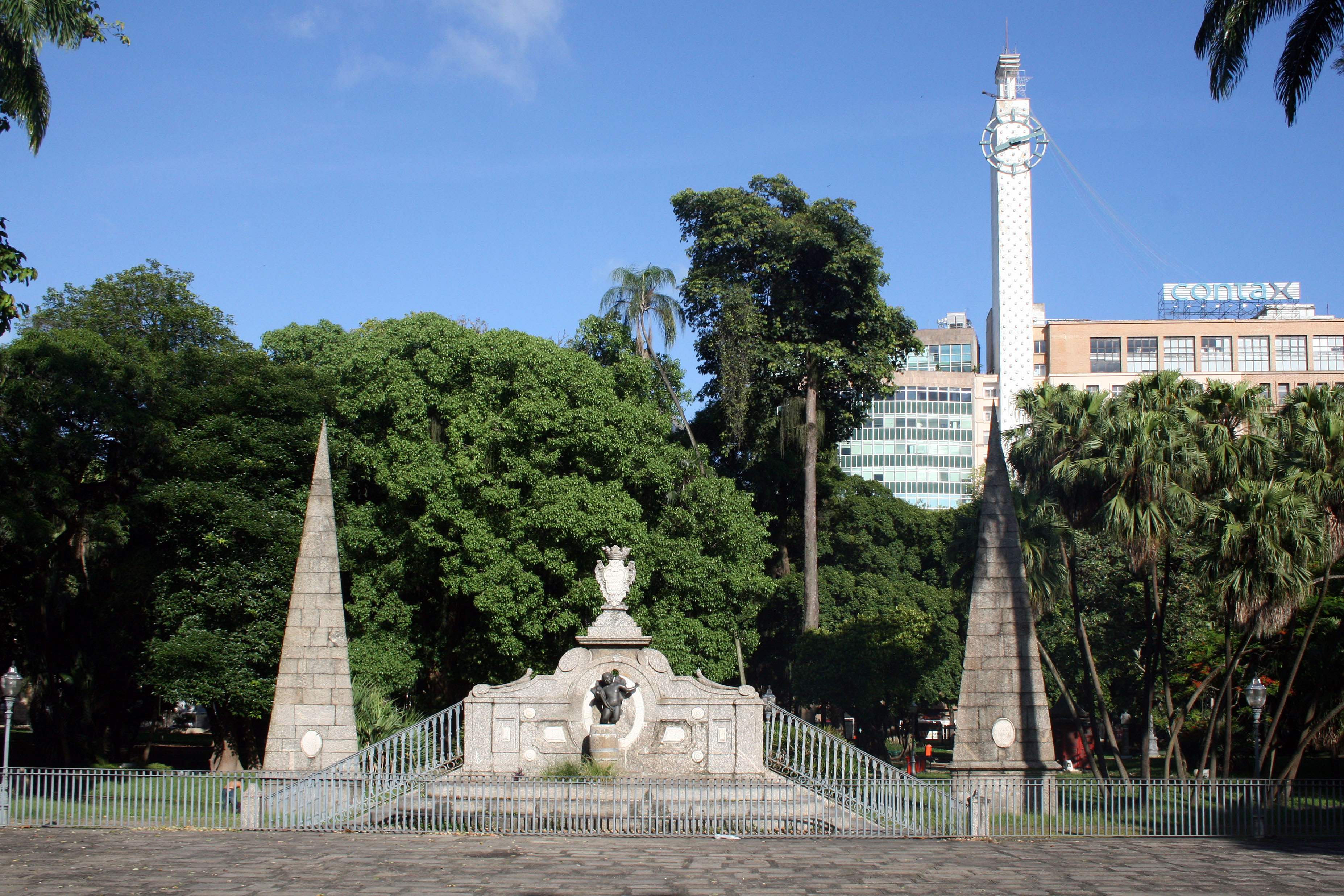
Obeliscos y fuente de los Amores.

Los arqueólogos identificaron entre otros, las bases del acuario de Pasos y los pisos y las fundaciones de los antiguos Teatro Casino y Casino Riba-Mar (a pesar de los nombres, jamás fueron lugar de juegos). 
Después del hallazgo, la historia de esas casas de espectáculos, famosas en la década de 1920 por sus atracciones internacionales y que ofertaban, a sus asistentes, salones de fiestas, salón de té y "dancing" y que funcionaron por ocho años hasta ser demolidas en la década de 1930, fue rescatada. Su casa de campo fue nuevamente recubierta para fines de conservación.
Pueden observarse los escalones de granito de la fuente de los Jacarés, también conocido como Fuente de los Amores, de Valentim.

### Reforma de 2017
Cerrado desde el final de 2016, el Paseo Público fue reabierto el día 8 de junio de 2017, después de pasar por reformas a fin de volver a recibir visitantes. El parque urbano recibió diversas reparaciones: nueva pintura, corte de gramo, cambio de lámparas, siembra de nuevas especies y restauración de algunos monumentos. Las obras tuvieron la participación de operarios de la Fundación Parques y Jardines, de la Comlurb y de la Rioluz.